# 金東成 (1890年生の政治家)

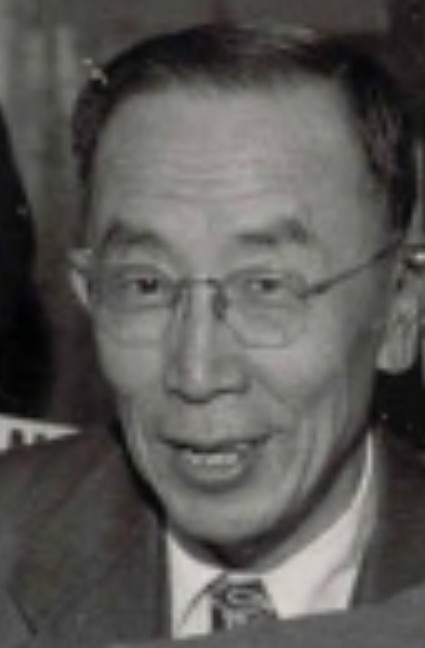
1948年

金 東成（キム・ドンソン、김동성、1890年4月25日 - 1969年8月18日または8月22日）は、大韓民国のジャーナリスト、漫画家、文筆家、政治家。第2代韓国国会議員。雅号は千里駒（천리구、チョルリグ）で、筆名も同じであった。元国会議員の金玉烈は娘である。
韓国の漫画の草創期に先駆的な役割を果たした人物である。開城の韓英書院（한영서원、ハンヨンソウォン、後の松都高等学校）の設立に参加し、1915年にアメリカ合衆国へ留学し、帰国後、1920年に仁村金性洙や、宋鎮禹らとともに『東亜日報』の創刊に参加し、『東亜日報』、『朝鮮日報』、『中央日報』などの言論機関で、記者や作家、コラムニスト、漫画家として活動した。1920年8月、中国をはじめとするアジア各国を巡回中だったアメリカ国会議員視察団を朝鮮に誘致し、日本による植民地統治の実態を海外に知らせることに貢献した。1921年10月、ハワイで開かれた第2回万国記者大会に韓国代表として出席し、副会長に選出され、同年11月から始まった太平洋軍縮会議（ワシントン会議）を秘密裏に参観し、上海臨時政府や李承晩などの動静を国内に紹介した。特にジャーナリストとしては成功で、韓国史上初の海外特派員、初の国際記者大会出席者、初の米軍政庁パスポート所持者、D・マッカーサーと会見した最初の韓国記者などの記録を保有している。
1948年の大韓民国の成立以降は、合同通信社社長、初代公報処長を務め、政界に身を投じて、李承晩政権において第2代民議院議員、副議長を務め、朴正煕政権下では民主共和党中央常任委員などを務めた。

## 経歴

### 生い立ち
1890年に京畿道の開城で、金持ちの家で生まれ、父も祖父も男兄弟がおらず、いわゆる「三代独子（삼대독자、サムデドクジャ）」だった。大韓帝国末期に、官立英語学校を卒業した。幼い頃に新聞社説で張志淵の「是日也放声大哭」を読んで感動し、記者、言論人になることを決心した。
尹致昊らが開城に設立した韓英書院に参加し、1915年にアメリカ合衆国へ留学した。
オハイオ州立大学新聞学科を卒業。留学中に絶頂期に達していたアメリカの漫画に影響を受け、漫画に関心を持つようになった。

### 日本統治時代の活動
帰国後、1920年にジャーナリストとなる。以後、仁村金性洙や、宋鎮禹などと共に『東亜日報』の創刊に参加し、『東亜日報』、『朝鮮日報』、『中央日報』などの言論機関に企画者として勤務し、漫画や挿画を描いたりした。同郷で9歳年下だった、東洋画を専攻で心汕（심산）と号した盧寿鉉に、漫画を教えたりもした。1921年に東亜日報第2代調査部長となり、1924年5月に退職した。
1920年4月、『東亜日報』に「그림이야기（クリミヤギ、絵物語）」という名で、4点の漫画を朝鮮で初めて発表した。1923年2月には「만화 그리는 법（マンファクリヌンボプ、漫画の描き方）」を雑誌『東明』に発表したが、これは漫画創作理論の嚆矢であり、また「漫画」という用語の始まりである。
1924年から1926年までは『朝鮮日報』の発行人兼編集者を務めた。『朝鮮日報』の3面に、1924年10月13日から、盧寿鉉が連載した『멍텅구리 헛물켜기（モントングリホンムルキョギ、つぶやきを無駄にする）』を企画する。その後、ハワイで開催された万国記者大会（만국 기자대회）に出席し、『東亜日報』の在米ワシントン特派員などを務めた。1923年には、李承晩や鄭翰景らが、朝鮮人代表として太平洋軍縮会議に出席したが、金東成は秘密裏にこの会議を参観して帰ってきた。彼は秘密裏に、中華民国にあった上海臨時政府と李承晩などを取材、インタビューして、公開や非公開の形で、朝鮮に臨時政府の立場を紹介した。
1930年4月には、雑誌『学生』に、5回にわたって「만화 입문（漫画入門）」という漫画講座を連載した。

### 光復後
『朝鮮日報』編集局長などを務めた。解放後の1945年12月に閔瑗植、南相一、南廷麟らと合同通信社を設立し、初代社長に就任した。1953年から1960年までは合同通信社第3代会長を務め、1964年までに同社顧問に就任した。その他にも、国際連合総会大韓民国代表や、国会副議長を歴任した。1924年9月には『朝鮮日報』の理事に就任した。
1945年9月からは、京畿道における米軍政の民政官のひとりとなった。
1948年3月、米軍政庁軍政長官ウィリアム・F・ディーン少将から、初代総選挙（5・10総選挙）を管理するための中央選挙委員会委員に任命された。政府樹立以後、1948年8月から1949年まで、初代公報処長を務めた。公報処長だった1948年初秋、李承晩大統領夫妻が日本を初めて訪問した際には、鄭翰景、金ヤンチョン（김양천）秘書、李ジョンスン（이정순）公報局長とともに随行した。1950年4月、第2代国会議員総選挙に京畿道開城市地域区に無所属で立候補し当選、1950年5月から1954年5月まで第2代国会議員を務めた。

1948年12月12日、パリのシャイヨ宮で開かれた第3次国連臨時総会で大韓民国の独立承認を落ち着かない様子で待っている代表団。左から趙炳玉博士、詩人・毛允淑、金東成大臣、張勉博士。

1950年、フランス・パリで開かれた第5次国際連合総会に、林炳稷（団長）、張勉、張沢相、任永信とともに韓国代表団として参加した。1953年6月、イギリスのエリザベス2世の戴冠式に、随行員として参加した。この時は、申翼煕など代表団の一部がニューデリーに一時滞在して問題になったりもしたが、金東成は滞在せずにイギリスに到着した。1952年5月から6月にかけて、国会民議院副議長を務め、同年、親李承晩系政党である自由党の結党に参加した。釜山政治波動前後は一時期、護憲派として野に追い込まれたこともある。
1960年には、国会事務総長（民議院事務処長）になったが、1961年の5・16軍事クーデターで辞任した。
朴正煕政権下では、民主共和党中央常任委員などを歴任した。晩年には、徐載弼の遺骸の大韓民国への奉還運動を推進したが、諸々の条件や遺族の反対などで失敗した。1969年8月18日、ソウル特別市鍾路区明倫洞の自宅で老衰により死去した。享年80。

## 死後
京畿道高陽郡碧蹄面官山里（관산리、後の高陽市徳陽区官山洞）の祖先の墓に葬られた。

## 著書
文筆家として多数の著書を残っている。日本語題は仮訳。
- 신문학（新聞学、1924年） - 韓国最初の新聞学理論書[4]
- 중남미기행（中南米紀行）
- 한영사전（韓英辞典）
- 열국지（列国誌）
- 삼국지（三国志）
- 그레이트 칸（グレート・カン）
- 중국문화사（中国文化史）

## 家族
属下1男3女がいる。
- 息子：金豊烈（김풍렬、キム・プンニョル、生没年不明）
- 娘：金玉烈（김옥렬、キム・オンニョル、1930年1月2日 - 2021年5月5日）- 第10代国会議員

## 選挙歴
| 実施年度 | 選挙   | 代数 | 役職     | 選挙区     | 政党   | 得票数   | 得票率   | 順位 | 当落 | 備考   |
| -------- | ------ | ---- | -------- | ---------- | ------ | -------- | -------- | ---- | ---- | ------ |
| 1950年   | 総選挙 | 2代  | 国会議員 | 京畿開城市 | 無所属 | 14,638票 | 100.00％ | 1位  | 当選 | 初当選 |

## 参考資料
- 《대한민국 의정총람》, 국회의원총람발간위원회, 1994년
- 김동성 - 대한민국헌정회（大韓民国憲政会）

| 先代 （新設） | 大韓民国公報処長 初代：1948年8月4日 - 1949年6月3日 | 次代 李哲源 |
| 先代 崔珽宇   | 国会事務総長 第7代：1960年10月18日 - 1961年6月10日 | 次代 裵泳鎬 |